# Profondeur de passe
 (mai 2023).
 (novembre 2022).
Si vous disposez d'ouvrages ou d'articles de référence ou si vous connaissez des sites web de qualité traitant du thème abordé ici, merci de compléter l'article en donnant les références utiles à sa vérifiabilité et en les liant à la section « Notes et références ».

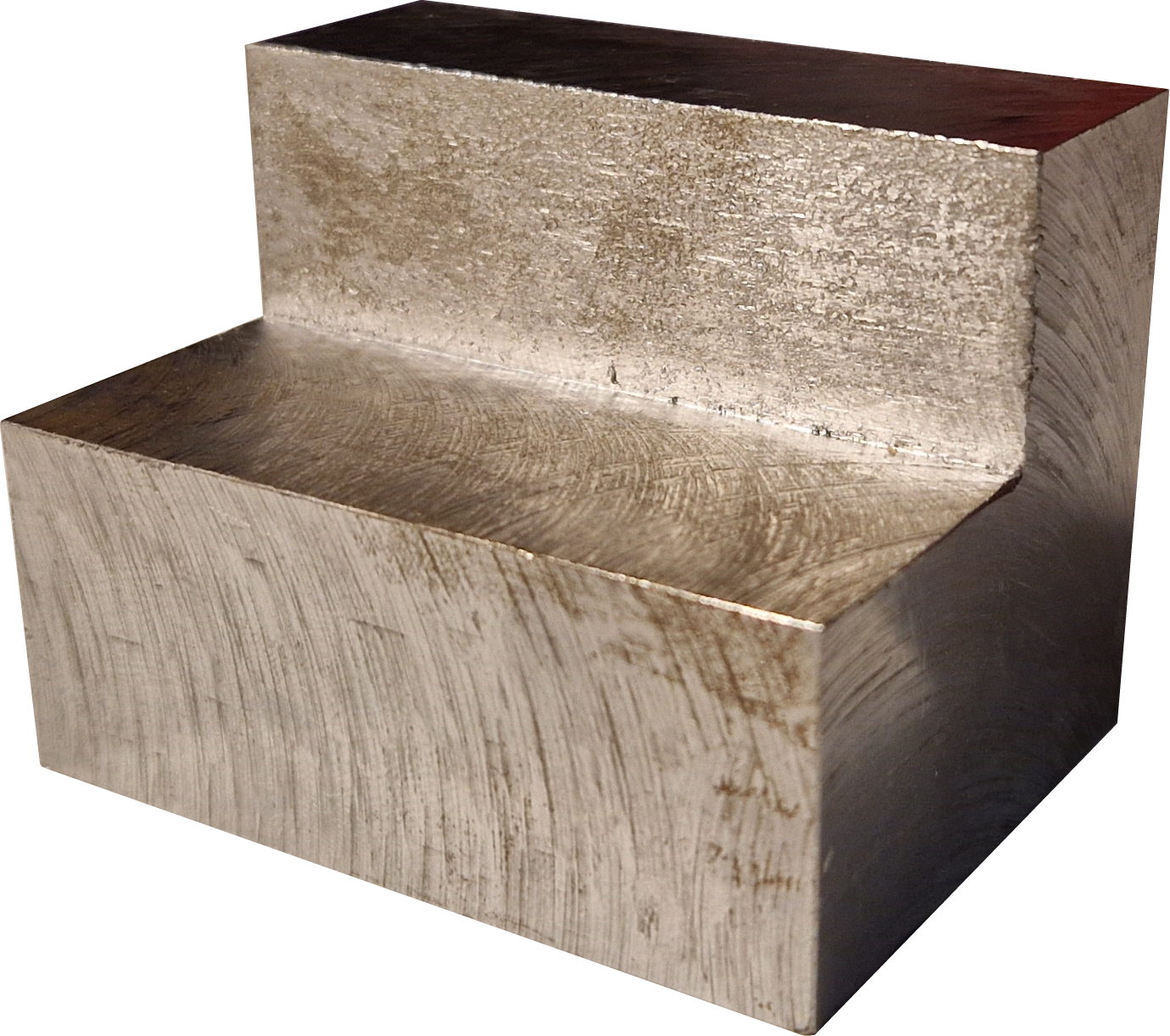
Dans le cas de cette pièce, l'épaulement réalisé a nécessité 10 passes d'une profondeur de 2 mm.

En usinage, la profondeur de passe {\displaystyle a_{p}} est la quantité de matière que va prendre l'outil lors d'une passe, c'est-à-dire lors d'un passage de l'outil dans la pièce à usiner. Celle-ci varie selon la vitesse de coupe et la vitesse d'avance de l'outil, et est exprimée en mm. Le terme est principalement utilisé en tournage et en fraisage.

## Caractéristiques

### Définition
La profondeur de passe, notée notée {\displaystyle a_{p}}, ou plus rarement {\displaystyle a}, également connue sous le nom de longueur de passe, est généralement mesurée en millimètres (mm) ou en pouces (in) dans les pays ayant adopté le système d'unités impériales.

### Choix de la profondeur de passe
Le choix se fait en fonction de la surépaisseur de métal à enlever, les limites sont déterminées par : 
- Limite maximum

1. Puissance de la machine
2. Rigidité de la pièce et de l'outil
3. Nature du matériau à usiner

- Taille de copeau minimum

1. Finesse de l'arête tranchante
2. Forme du bec de l'outil
3. Nature du matériau et état de la machine